# Риникен
Риникен (нем. Riniken) — коммуна в Швейцарии, в кантоне Аргау.
Входит в состав округа Бруг.  Население составляет 1403 человека (на 31 декабря 2007 года). Официальный код  —  4111.